# Skupeč
Skupeč je malá vesnice, část obce Pernarec v okrese Plzeň-sever v Plzeňském kraji. Nachází se asi 3,5 kilometru severně od Pernarce. V roce 2011 zde trvale žilo 97 obyvatel. Jihozápadně od vesnice se nachází sopečný vrch Vinice.
Skupeč je také název katastrálního území o rozloze 2,7 km².

## Historie
První písemná zmínka o vesnici pochází z roku 1364.

## Obyvatelstvo
Při sčítání lidu v roce 1921 zde žilo 204 obyvatel (z toho 95 mužů) německé národnosti, kteří se s výjimkou tří židů hlásili k římskokatolické církvi. Podle sčítání lidu z roku 1930 měla vesnice 181 obyvatel: 38 Čechoslováků a 143 Němců. Kromě pěti židů a čtyř lidí bez vyznání byli římskými katolíky.
| Rok            | 1869 | 1880 | 1890 | 1900 | 1910 | 1921 | 1930 | 1950 | 1961 | 1970 | 1980 | 1991 | 2001 | 2011 | 2021 |
| -------------- | ---- | ---- | ---- | ---- | ---- | ---- | ---- | ---- | ---- | ---- | ---- | ---- | ---- | ---- | ---- |
| Počet obyvatel | 175  | 185  | 192  | 187  | 178  | 204  | 181  | 88   | 91   | 92   | 90   | 92   | 92   | 97   | 91   |
| Počet domů     | 27   | 29   | 27   | 27   | 27   | 28   | 31   | 32   | 33   | 24   | 25   | 26   | 31   | 33   | 33   |

## Obecní správa
Při sčítání lidu v letech 1869–1950 Skupeč byl samostatnou obcí, se kterým patřil nejprve do okresu Teplá, ale v letech 1900–1930 v okrese Planá a v roce 1950 v okrese Stříbro. V letech 1961–1985 byl částí obce Křelovice v okrese Plzeň-sever. Od 1. ledna 1986 je částí obce Pernarec v okrese Plzeň-sever. Poté se Křelovice opět osamostatnily, ale Skupeč již zůstal součástí Pernarce. V letech 1869–1910 k obci patřily Málkovice a Něšov.

## Pamětihodnosti
Na vrchu Vinice se nachází památkově chráněná archeologická lokalita pravěkého výšinného sídliště, které bylo osídlené v eneolitu lidem chamské kultury a později znovu v době halštatské.

## Další fotografie

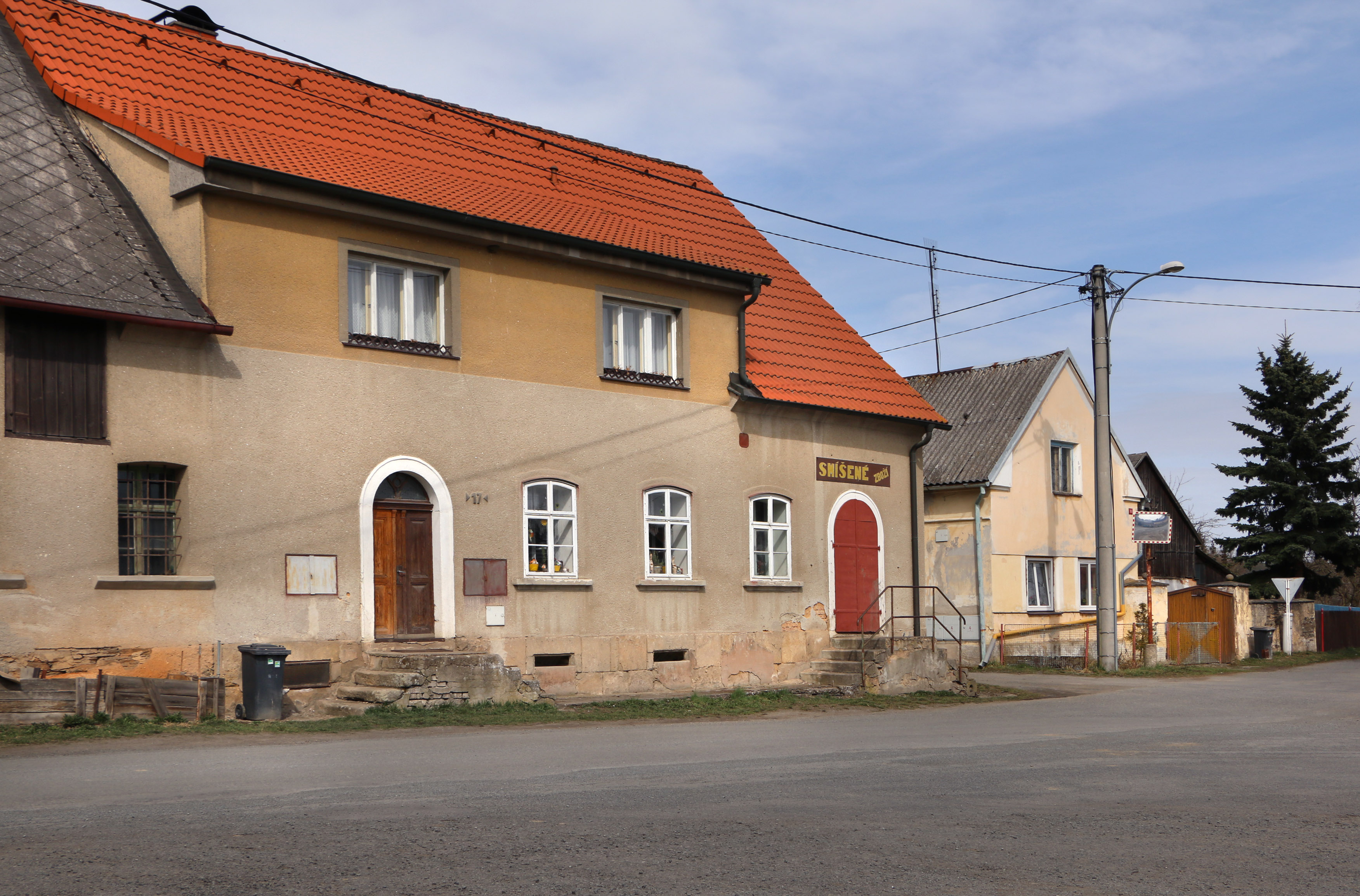
Obchod na návsi
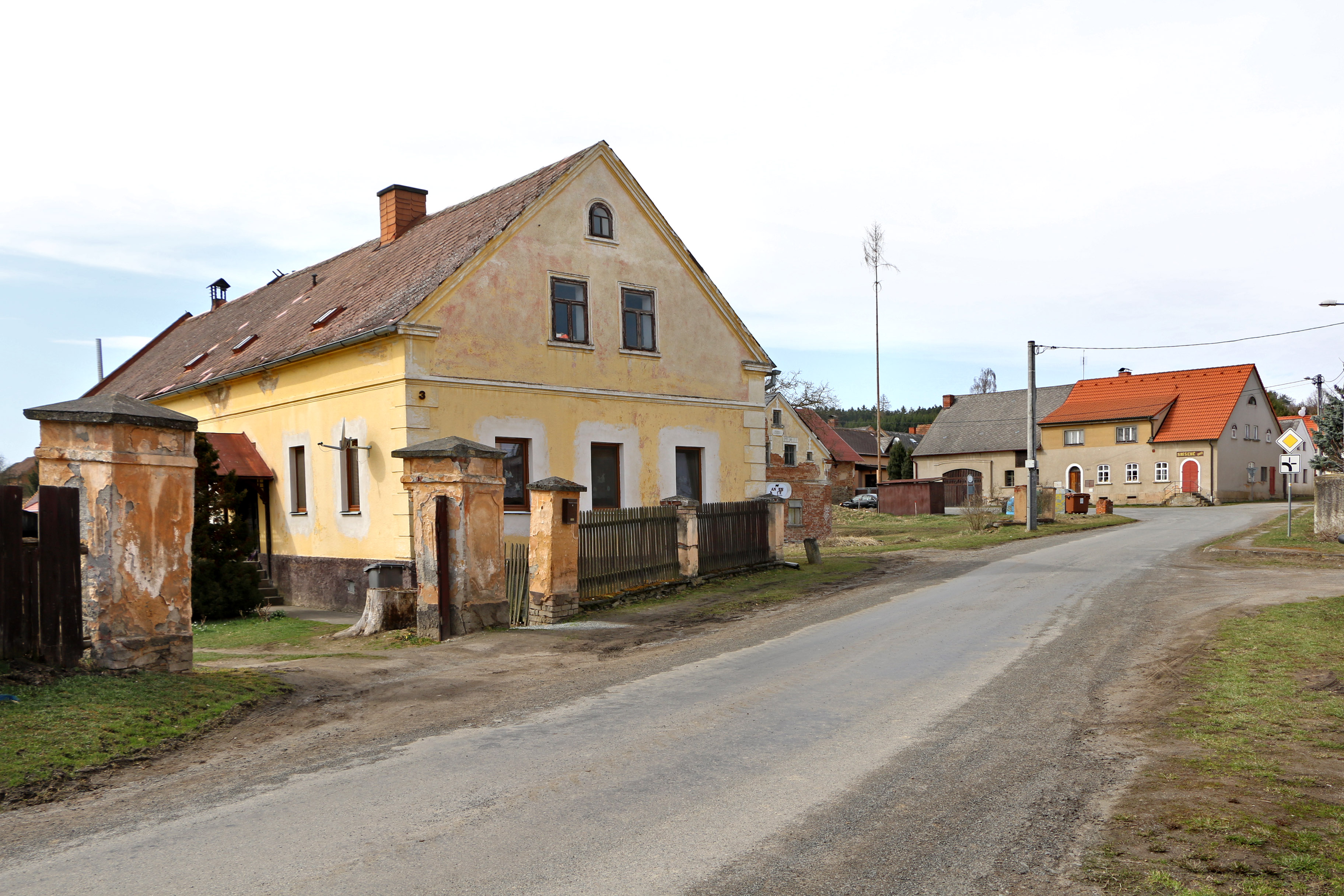
Dům čp. 2
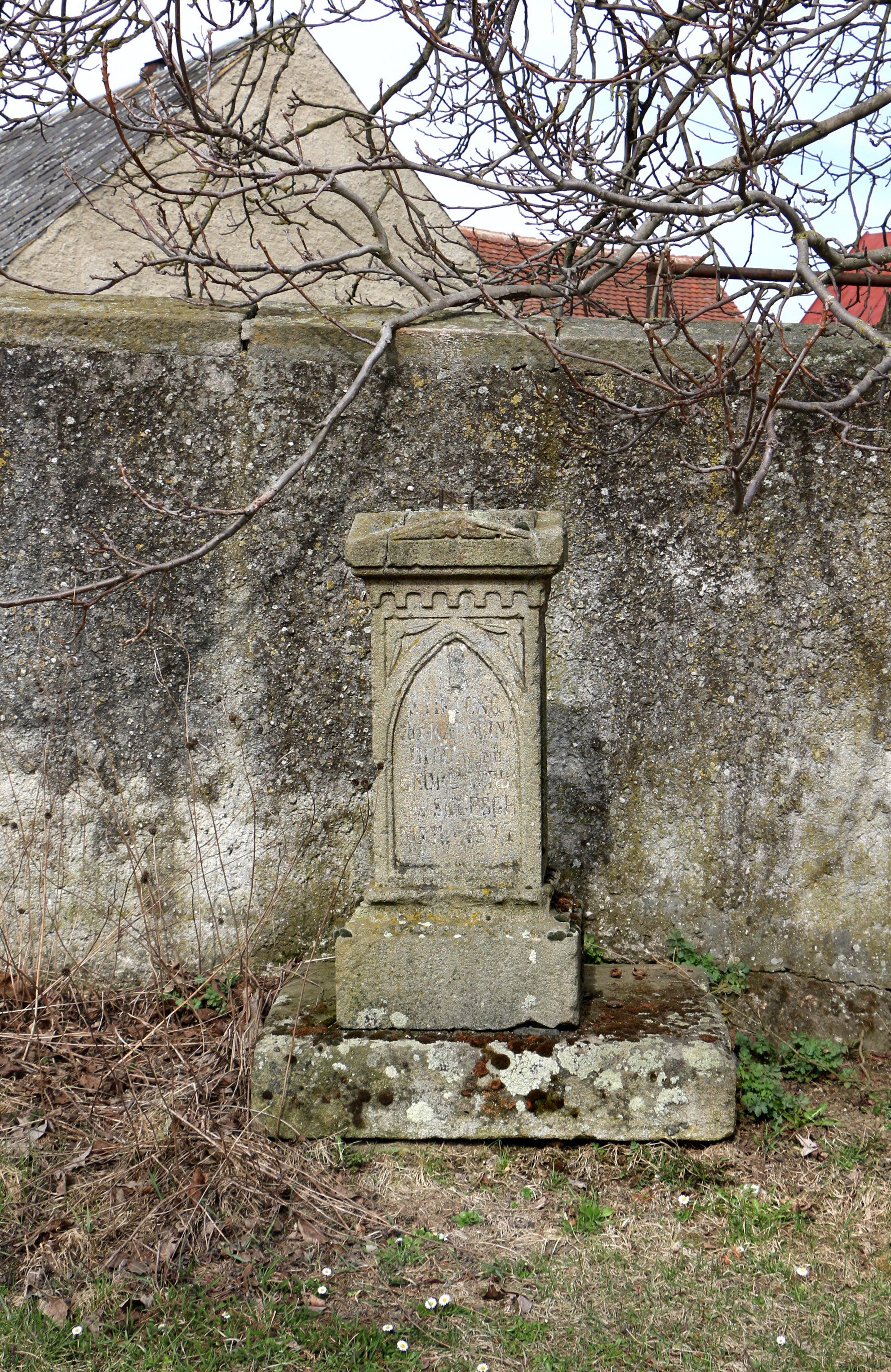
Zbytky kříže